# Campionato italiano di hockey su ghiaccio 1979-1980
Il Campionato italiano di hockey su ghiaccio 1979-80 è stata la 46ª edizione della manifestazione.

## Serie A

### Formazioni
Le squadre iscritte diventano otto a seguito della defezione, ancora una volta, dei Diavoli Milano, che questa volta cessano l'attività. Rimangono iscritte al torneo quindi le altre otto compagini iscritte l'anno precedente: HC Merano, Asiago Hockey, SG Cortina, HC Gardena, HC Bolzano, Alleghe Hockey, HC Brunico ed HC Valpellice.

### Formula
Si torna a giocare un primo girone di qualificazione dove si affrontano tutte le iscritte al torneo. Al termine di tale girone, le prime quattro classificate accedono ad un ulteriore girone dove si affronteranno per la conquista del titolo.

### Classifica

#### Girone finale
L'Hockey Club Gardena vince il suo terzo scudetto.

Formazione Campione d'Italia: Lucio Brugnoli – Leo Demetz – Paul Demetz – Herbert Frisch – Kim Gellert – Hini Goller – Norbert Goller – Guido Grossrubatscher – Adolf Insam – Ivo Insam – Fabrizio Kasslatter – Erwin Kostner – Walter Kostner – Philipp Noflaner – Guido Paur – Roland Perathoner – Rudi Pescosta – Viktor Pescosta – Nick Sanza – Egon Schenk – Roland Stuffer – Guido Vinatzer. Allenatore: Ron Ivany.